# Kelvingrove Art Gallery and Museum
Kelvingrove Art Gallery and Museum er et kulturhistorisk og kunstmuseum, der ligger i Glasgow, Skotland. Det blev grundlagt i 1901, og genåbnede i 20006 efter en 3-årig istandsættelse. Det har siden været en af de mest populære turistattraktioner i Skotland, og det er blandt de mest besøgte museer i Storbritannien. Museet har 22 gallerier, og har en række udstillinger, der inkluderer renæssancekunst, taksidermi og genstande fra det gamle Egypten.